# Фомитопсисовые
Фомитопсисовые (лат. Fomitopsidaceae) — семейство грибов, входящее в порядок Полипоровых (Polyporales).

## Описание
- Плодовые тела однолетние или многолетние, кожистые, деревянистые или пробковидные, с гладкой, морщинистой или растресканной поверхностью. Гифы обычно с пряжками.
- Гименофор трубчатый, обычно окрашен в коричневатые или светлые тона, поры иногда неправильной формы.
- Споры эллиптической, аллантоидной или цилиндрической формы, бесцветные, с гладкой поверхностью, неамилоидные. Цистиды отсутствуют.

## Экология
Большинство видов паразитируют на различных деревьях, вызывают бурую гниль. Большая часть видов известна из умеренного пояса северного полушария.

## Таксономия

### Синонимы
- Daedaleaceae Jülich, 1981
- Laetiporaceae Jülich, 1981
- Phaeolaceae Jülich, 1981
- Piptoporaceae Jülich, 1981

### Классификация
Согласно базе данных Catalogue of Life на декабрь 2021 г. семейство объединяет следующие роды:
- Amaropostia B.K. Cui, L.L. Shen et Y.C. Dai, 2018
- Amylocystis Bondartsev et Singer ex Singer, 1944 — Амилоцистис
- Anomoloma Niemelä et K.H. Larss., 2007
- Anomoporia Pouzar, 1966 — Аномопория
- Antrodia P. Karst., 1879 — Антродия
- Antrodiopsis Audet, 2017
- Auriporia Ryvarden, 1973
- Brunneoporus Audet, 2017
- Buglossoporus Kotl. et Pouzar, 1966 — Буглоссопорус
- Calcipostia B.K. Cui, L.L. Shen et Y.C. Dai, 2018
- Climacocystis Kotl. et Pouzar, 1958 — Климакоцистис
- Coriolellus Murrill, 1905
- Cystidiopostia B.K. Cui, L.L. Shen et Y.C. Dai, 2018
- Dacryobolus Fr., 1849
- Daedalea Pers., 1801 — Дедалея
- Dentiporus Audet, 2017
- Disporotrichum Stalpers, 1984
- Donkioporia Kotl. et Pouzar, 1973
- Flavidoporia Audet, 2017
- Fomitella Murrill, 1905
- Fomitopsis P. Karst., 1881 — Фомитопсис
- Fragifomes B.K. Cui, M.L.Han et Y.C. Dai, 2016
- Fuscopostia B.K. Cui, L.L. Shen et Y.C. Dai, 2018
- Gilbertsonia Parmasto, 2001
- Gloeocystidium P. Karst., 1889
- Ischnoderma P. Karst., 1879 — Ишнодерма
- Laetiporus Murrill, 1904 — Летипорус
- Lasiochlaena Pouzar, 1990
- Lentoporia Audet, 2017
- Neoantrodia Audet, 2017
- Niveoporofomes B.K. Cui, M.L.Han et Y.C. Dai, 2016
- Oligoporus Bref., 1888
- Osteina Donk, 1966
- Parmastomyces Kotl. et Pouzar, 1964
- Phaeodaedalea
- Phaeolus (Pat.) Pat., 1900 — Феолус
- Pilatoporus Kotl. et Pouzar, 1990
- Piptoporellus B.K. Cui, M.L.Han et Y.C. Dai, 2016
- Piptoporus P. Karst., 1881 — Пиптопорус
- Postia Fr., 1874 — Постия
- Pseudofibroporia Yuan Y. Chen et B.K. Cui, 2017
- Ptychogaster Corda, 1838
- Pycnoporellus Murrill, 1905 — Пикнопореллус
- Ranadivia Zmitr., 2018
- Resinoporia Audet, 2017
- Rhodofomes Kotl. et Pouzar, 1990
- Rhodofomitopsis B.K. Cui, M.L.Han et Y.C. Dai, 2016
- Rubellofomes B.K. Cui, M.L.Han et Y.C. Dai, 2016
- Spelaeeomyces Fresen., 1863
- Spongiporus Murrill, 1905
- Sporotrichum Link, 1809
- Subantrodia Audet, 2017
- Ungulidaedalea B.K. Cui, M.L.Han et Y.C. Dai, 2016
- Xylostroma Tode, 1790